# Kenji Haneda
Kenji Haneda (羽田 憲司?, Haneda Kenji; Ichikawa, 1º dicembre 1981) è un allenatore di calcio ed ex calciatore giapponese, di ruolo difensore, tecnico in seconda del Kashima Antlers.

## Carriera
Ha partecipato ai Mondiali Under-20 del 2001.
Il 27 aprile 2012 subisce una artroscopia, che causa il suo ritiro dall'attività agonistica.